# Boltonia
Boltonia es un género de plantas con flores perteneciente a la familia Asteraceae. Comprende 27 especies descritas y de estas, solo 5 aceptadas.

## Taxonomía
El género fue descrito por Carolus Linnaeus y publicado en Sertum Anglicum 27. 1788[1789].

## Especies
A continuación se brinda un listado de las especies del género Boltonia aceptadas hasta junio de 2011, ordenadas alfabéticamente. Para cada una se indica el nombre binomial seguido del autor, abreviado según las convenciones y usos.
- Boltonia apalachicolensis L.C.Anderson
- Boltonia asteroides Sims
- Boltonia caroliniana (Walter) Fernald
- Boltonia decurrens
- Boltonia diffusa Elliott